# 浜田靖一
浜田 靖一（濱田 靖一、はまだ やすかず、1955年〈昭和30年〉10月21日 - ）は、日本の政治家。自由民主党所属の衆議院議員（11期）、衆議院議院運営委員長。
防衛大臣（第6・24代）、防衛庁副長官（第1次小泉第1次改造内閣）、防衛政務次官（小渕内閣）、衆議院予算委員長、同安全保障委員長、同国家基本政策委員長、自由民主党国会対策委員長（第53・59代）、自由民主党千葉県連会長、自由民主党水産総合調査会長を歴任した。
父親は元衆議院議員の浜田幸一。

## 来歴・人物
千葉県富津市生まれ。千葉県立木更津高等学校卒業後、米国ヒルズデールカレッジ（en:Hillsdale College）に留学、その後専修大学経営学部経営学科を卒業。大学卒業後は父・浜田幸一が親しかった渡辺美智雄の事務所に就職、1980年（昭和55年）、鈴木善幸内閣で渡辺が大蔵大臣に就任した際は、秘書官を務めた。1984年（昭和59年）からは父の秘書を務めた。
1993年（平成5年）父の引退に伴い、第40回衆議院議員総選挙に旧千葉3区から自由民主党公認で出馬し、初当選（当選同期に安倍晋三・田中眞紀子・熊代昭彦・岸田文雄・塩崎恭久・野田聖子・山岡賢次・江崎鉄磨・高市早苗など）。小選挙区比例代表並立制導入後初めて実施された1996年（平成8年）の第41回衆議院議員総選挙には千葉12区から出馬し、再選。千葉12区は中村正三郎元法務大臣の地盤でもあったことから、2000年（平成12年）の第42回衆議院議員総選挙ではコスタリカ方式により中村が千葉12区から出馬し、浜田は比例南関東ブロックで3選。1998年（平成10年）、小渕内閣で防衛政務次官に就任。
2003年（平成15年）に発足した第1次小泉第1次改造内閣で、石破茂防衛庁長官の下で防衛庁副長官を務める。同年の第43回衆議院議員総選挙では再び千葉12区から出馬し、民主党の青木愛を3万票超の差で下した（青木は比例復活）。2005年（平成17年）の第44回衆議院議員総選挙は本来ならば中村が千葉12区、浜田が比例で出馬するはずだったが、中村は小泉純一郎首相が推進する郵政民営化法案の採決に体調不良を理由に欠席したため党からの公認が得られない可能性が高まり、総選挙の直前に不出馬・引退を表明。そのため浜田が千葉12区から出馬し、青木に比例復活すら許さず大勝した。同年、自民党千葉県連会長に就任。
2008年（平成20年）、麻生内閣で防衛大臣に任命され初入閣し、父が過去の経歴や、その口の悪さのために父が議員在任中に成し遂げなかった国務大臣就任を果たした。同年10月、「日本が侵略国家だったというのは濡れ衣だ」と主張する論文を発表した田母神俊雄航空幕僚長を、「政府見解とは異なる意見である」という理由で更迭した。翌2009年（平成21年）4月5日、北朝鮮によるミサイル発射実験が発生。これに先立ち、3月に北朝鮮が「人工衛星」と称して長距離弾道ミサイルを発射した場合、「わが国の領土の上を飛ぶようなものを打ち上げるのは極めて不愉快だし、あってはならない。もしもの場合を考えれば対処するのは当然だ」と発言し、破壊措置命令を発令する考えを表明した。在任中に海賊対処法を成立させた。
同年8月の第45回衆議院議員総選挙では千葉12区で6選したが、民主党の中後淳に比例復活を許した。翌9月、麻生内閣総辞職により防衛大臣を退任。
2011年（平成23年）10月、谷垣禎一総裁の下、国会対策委員長代理に就任（国会対策委員長は自身と当選同期の岸田文雄）。2012年（平成24年）の自由民主党総裁選挙では、同じ防衛大臣経験者の石破茂を支持したが、石破は浜田と当選同期の安倍晋三に敗れた。総裁選後、安倍総裁の下、国会対策委員長代理から昇格する形で自由民主党国会対策委員長に就任した。同年12月、自民党幹事長代理に就任。2013年（平成25年）1月31日、無派閥連絡会の初会合に参加した。
2021年（令和3年）5月、千葉県知事選挙大敗により自民党千葉県連会長を引責辞任した渡辺博道衆議院議員の後を受け2度目の県連会長就任。
2022年（令和4年）8月10日、7月の安倍晋三元首相銃撃事件の発端となった旧統一教会に関わる議員の排除を目的として、9月上旬に予定されていた内閣改造が前倒しとなり、第2次岸田第1次改造内閣が発足。それに伴い、防衛大臣に再就任。
2023年6月、防衛大臣との兼務による多忙を理由に県連会長を退任（後任は櫻田義孝衆議院議員）。同年9月の内閣改造で防衛大臣を退任。同年12月22日、自民党5派閥の政治資金パーティーをめぐる裏金問題で国会対策委員長を辞職した高木毅の後任として、国会対策委員長に再就任。約11年ぶりの再就任である上、かつて国会対策委員長代理として支えた岸田文雄から指名される形となった。
2024年10月27日、第50回衆議院議員総選挙で11選。同年11月13日、衆議院議院運営委員長に就任。

## ギャラリー
- 麻生内閣での防衛大臣就任時（2008年9月24日）
- 左から浜田、米国のロバート・ゲイツ国防長官、韓国の李相熹国防部長官（2009年5月30日）
- 米国のゲイリー・ラフヘッド海軍作戦部長と（2009年7月3日）
- 米国のラーム・エマニュエル駐日大使と（2022年8月17日）
- 左から浜田、林芳正外相、米国のアントニー・ブリンケン国務長官、ロイド・オースティン国防長官（2023年1月11日）

## 政策・主張
- 憲法改正と集団的自衛権の行使に賛成。
- アベノミクスを評価する。
- 原発は日本に必要。
- ヘイトスピーチの法規制に賛成。
- 首相の靖国神社参拝は問題ない[10]。
- 村山談話については見直すべきではないとする一方、河野談話については見直すべきとしている[10]。
- 選択的夫婦別姓制度については、2001年（平成13年）時点では賛成[11]としていたが、2014年（平成26年）の調査では、「どちらとも言えない」としていた[12]。2021年（令和3年）3月に自民党有志で設立した「選択的夫婦別姓の早期実現を目指す議員連盟」では野田聖子や岸田文雄などと共に発起人となり、自身が会長に就任した[13][14]。
- 「消費税0％の検討」を掲げた『国民を守るための「真水100兆円」令和2年度第2次補正予算に向けた提言』に賛同している[15]。

## エピソード
- 強面・豪快・自己主張の強さや数々の武勇伝で知られた父・幸一とは対照的に、穏やかな性格で、TV出演やマスコミ露出を好まないという。麻生内閣の防衛相としては、安定した国会答弁や報道対応で省内の評価は高かったとされるが、発信力不足とも評された[16]。
- これまでに防衛政務次官や防衛庁副長官、防衛大臣、党国防部会長を歴任した「新国防族」議員の一人。第1次小泉第1次改造内閣では、外交・安全保障の政策通で知られ、同じ新国防族に分類される石破茂防衛庁長官の下で副長官を務めた。
- 1994年（平成6年）6月29日、羽田内閣の総辞職に伴う首班指名選挙で、自民・社会・さきがけ3党は日本社会党委員長の村山富市を擁立したが、中曽根康弘や渡辺美智雄らがこれに反発。浜田も投票で造反し、旧連立与党側が擁立した海部俊樹元首相に投票した（決選投票で海部は村山に敗れる）。
- 当選後は渡辺美智雄も所属していた中曽根派に属したが、1998年（平成10年）12月に山崎派が分裂した際に離脱。なお1期上の桜井郁三、1期下の山口俊一も共に離脱している。
- 林芳正（ボーカル&ピアノ）、小此木八郎（ボーカル）、松山政司（ボーカル&ギター）と共に「Gi!nz（ギインズ）」というユニットを組んで音楽活動もしている（浜田はボーカル）。1998年（平成10年）10月の発足以来各地でのチャリティーコンサートなどを続け、2005年（平成17年）1月にはファーストアルバム「GIIN-010」を発売した。
- 2014年の第186回国会において、過去に、大臣、副大臣、政務官、補佐官、議長、副議長、委員長の要職にあった衆議院議員で、質問、議員立法、質問主意書のいずれかの提出がなかった24人の議員（野田佳彦、小沢一郎、野田毅、亀井静香、鳩山邦夫、中村喜四郎、浜田靖一、高村正彦、平沼赳夫、丹羽雄哉、額賀福志郎、大島理森、川崎二郎、金子一義、山口俊一、山本有二、大畠章宏、小池百合子、細田博之、塩谷立、渡海紀三朗、林幹雄、伊藤達也、佐藤勉）の一人として紹介されている[17]
- 当選同期である野田聖子に近く、2021年の自由民主党総裁選挙では野田の推薦人集めに尽力した[18]。2024年の総裁選挙では野田が立候補を断念したこともあり、9人が立候補する乱立選挙となったが誰の推薦にもなっていない（野田自身は小泉進次郎の推薦人となった）[19][20]。

## 選挙歴
| 当落 | 選挙                   | 執行日         | 年齢 | 選挙区     | 政党       | 得票数     | 得票率 | 定数 | 得票順位 /候補者数 | 政党内比例順位 /政党当選者数 |
| ---- | ---------------------- | -------------- | ---- | ---------- | ---------- | ---------- | ------ | ---- | ------------------ | ---------------------------- |
| 当   | 第40回衆議院議員総選挙 | 1993年07月18日 | 37   | 旧千葉3区  | 自由民主党 | 8万2039票  | 19.46% | 5    | 2/7                | /                            |
| 当   | 第41回衆議院議員総選挙 | 1996年10月20日 | 40   | 千葉12区   | 自由民主党 | 10万2570票 | 54.04% | 1    | 1/3                | /                            |
| 当   | 第42回衆議院議員総選挙 | 2000年06月25日 | 44   | 比例南関東 | 自由民主党 |            |        | 21   | /                  | 1/6                          |
| 当   | 第43回衆議院議員総選挙 | 2003年11月09日 | 48   | 千葉12区   | 自由民主党 | 11万5708票 | 53.93% | 1    | 1/3                | /                            |
| 当   | 第44回衆議院議員総選挙 | 2005年09月11日 | 49   | 千葉12区   | 自由民主党 | 14万3780票 | 57.62% | 1    | 1/3                | /                            |
| 当   | 第45回衆議院議員総選挙 | 2009年08月30日 | 53   | 千葉12区   | 自由民主党 | 13万4298票 | 53.10% | 1    | 1/3                | /                            |
| 当   | 第46回衆議院議員総選挙 | 2012年12月16日 | 57   | 千葉12区   | 自由民主党 | 13万9935票 | 65.18% | 1    | 1/3                | /                            |
| 当   | 第47回衆議院議員総選挙 | 2014年12月14日 | 59   | 千葉12区   | 自由民主党 | 13万4037票 | 74.29% | 1    | 1/2                | /                            |
| 当   | 第48回衆議院議員総選挙 | 2017年10月22日 | 62   | 千葉12区   | 自由民主党 | 12万75票   | 63.35% | 1    | 1/4                | /                            |
| 当   | 第49回衆議院議員総選挙 | 2021年10月31日 | 66   | 千葉12区   | 自由民主党 | 12万3210票 | 64.01% | 1    | 1/3                | /                            |
| 当   | 第50回衆議院議員総選挙 | 2024年10月27日 | 69   | 千葉12区   | 自由民主党 | 10万5510票 | 56.50% | 1    | 1/4                | /                            |

## 不祥事
- 2009年（平成21年）1月、浜田の資金管理団体「至幸会」において私設秘書5人が労働保険に未加入だった[21]。浜田の事務所では「認識が甘かった」と謝罪し、2008年（平成20年）12月に労働保険に加入し2006年度（平成18年度）分まで遡及して支払った[21]。
- 2023年（令和5年）3月、浜田は山梨県の寺院で開かれた知人の出家祝いに出席。集合写真を撮影した際、反社会勢力の元メンバーが含まれていた。このことについて、同年9月8日の記者会見にて記者から質問された際に「写真を撮影したのは事実だ」と認めた。その上で「そのような方が参加していたとは知り得ず面識もない。瑕疵（かし）はないと思うが、指摘を受けたことは反省しないといけない」と述べた[22]。

## 所属団体・議員連盟
- 日本会議国会議員懇談会[23]
- 神道政治連盟国会議員懇談会[23]
- みんなで靖国神社に参拝する国会議員の会[23]
- 日韓議員連盟
- 再チャレンジ支援議員連盟
- 例外的に夫婦の別姓を実現させる会
- TPP交渉における国益を守り抜く会
- ギインズ
- 日本の産業基盤と将来戦闘機を考える研究会（会長）
- 無派閥有志の会（会長）[24]
- 選択的夫婦別氏制度を早期に実現する議員連盟（会長）[25]